# Kakopetria
\
Kakopetria este un sat în Cipru, situat la 55 km sud-vest de capitala Nicosia, pe o colină la poalele munților Trodoos - mai precis în partea nordică a acestora. Se află la altitudine de 667 m și este așezarea aflată la cea mai mare atitudine din "Valea Solea". Comunitatea lui are o populație de 1300 locuitori permanenți. Este înconjurat de păduri dese și este ridicat pe malurile râurilor Kargotis și Garillis. Cele două râuri se unesc în centrul satului formând râul Klarios care traversează "Valea Solea" și se varsă în Morphou. Una dintre legendele legate despre denumirea "Kakopetria" spune că aceasta este compusă din cuvintele "kako" și "petra", însemnând "rău"/"dur" și "piatră"/"stâncă", deoarece în trecut, zona era nu doar stâncoasă, ci era și foarte greu de urcat până acolo.
"Petra tou Androgynou" ("Stone of the Couple") 
Această piatră se află lângă cel mai mare pod aflat la intrarea în satul Kakopetria. Conform tradiției, cuplurile proaspăt-căsătorite ar fi trebuit să stea pe această piatră. Într-o zi s-a rostogolit și a îngropat sub ea un cuplu proaspăt-căsătorit. După această întâmplare, locuitorii au denumit piatra "kakopetra" ("piatră rea"), iar satul ar fi preluat denumirea "Kakopetria".